# Adam Asnyk
Adam Asnyk, född 11 september 1838 och död 2 augusti 1897 var en polsk författare.
Asnyk var verksam som tidningsman i Kraków efter 1863. Han var en stor beundrare av den tidigare romantiken (särskilt Juliusz Słowackis diktning). Själv skrev Asnyk en själv full reflexionslyrik och naturpoesi, samt en rad historiska och sociala skådespel: Cola Rienzi, Kiejstut och Börderna Lerche.